# Eleuterio Bauset
Eleuterio Bauset Ribes (Montserrat, 1908-Valencia, 30 de diciembre de 1980) fue un cartelista y pintor español.

## Biografía
Nacido en Montserrat, Valencia, en 1908, según consta en su acta de Nacimiento: «a las dieciocho horas del quince de febrero, hijo de Julian Bauset Motes y Gloria Ribes Sanz. Cursó estudios en la Escuela de Artes y Oficios de Valencia y en la Real Academia de Bellas Artes de San Carlos. Durante los años 1930 trabajó como dibujante publicitario y como ilustrador para diversas publicaciones. Con el estallido de la Guerra Civil Española, realizó carteles para el bando republicano, concretamente de la anarquista Columna de Hierro. Al ganar la guerra el otro bando se exilió en Cuba, para luego pasar a otros países centroamericanos. En esos países trabajó como retratista para varias personalidades destacadas y además fue pintor para un marchante estadounidense. Posteriormente regresó a Valencia, donde siguió como pintor, y falleció en esa ciudad el 30 de diciembre de 1980 a los 72 años.